# Episcopado católico em Portugal
O episcopado católico em Portugal consiste no conjunto de Cardeais, Arcebispos e Bispos portugueses, em funções canónicas em Portugal, na Cúria Romana ou no estrangeiro. 
O Episcopado Português é actualmente constituído por 6 Cardeais, 1 Patriarca, 7 Arcebispos e 46 Bispos.

## História
Em Portugal há actualmente 21 Dioceses, distribuídas por 3 Províncias Eclesiásticas, com excepção do Ordinariato Militar que está directamente subordinado à Santa Sé. As Metrópoles Eclesiásticas são: Patriarcado de Lisboa, Arquidiocese de Braga e Arquidiocese de Évora. 
Historicamente houve outra Metrópole Eclesiástica, a Arquidiocese do Funchal.
Os Prelados católicos dividem-se em prelados maiores (Cardeais, Arcebispos e Bispos) e prelados menores (Abades e Monsenhores). O Episcopado corresponde ao 3.º grau do Sacramento da Ordem e é formado pelos Cardeais (salvo se dispensados da ordenação episcopal), Arcebispos e Bispos. Para ascenderem ao Episcopado os prelados carecem de mandato pontifício e da ordenação episcopal. Os Monsenhores são igualmente nomeados pelo Papa.
Actualmente o Episcopado Português é constituído por 6 Cardeais, 7 Arcebispos (incluindo o Núncio Apostólico) e 44 Bispos, incluindo 17 Bispos Diocesanos, 7 Bispos Titulares e 20 Bispos Eméritos. Estão igualmente incluídos 1 Arcebispo e 6 Bispos portugueses em funções em Dioceses estrangeiras.
O Patriarca de Lisboa é o mais alto clérigo da hierarquia católica em Portugal. O sólio patriarcal é actualmente ocupado por D. Rui Valério, 18.º Patriarca de Lisboa desde 2023.   
O Arcebispo Primaz de Braga é, enquanto Primaz das Espanhas, a segunda figura da Igreja Católica em Portugal. O Arcebispo Primaz de Braga é D. José Cordeiro, nomeado em 2021.
A Conferência Episcopal Portuguesa reúne os Bispos portugueses. Desde 2020 exerce as funções de Presidente da Conferência Episcopal Portuguesa D. José Ornelas Carvalho, Bispo-Eleito de Leiria-Fátima. O Vice-Presidente é D. Virgílio Antunes, Bispo de Coimbra.
O actual Decano do Episcopado Português, enquanto Bispo com maior antiguidade em Portugal, é D. Augusto César, Bispo Emérito de Portalegre-Castelo Branco, cuja ordenação episcopal decorreu a 21 de Maio de 1972.  
Criada em 1481, a Nunciatura Apostólica em Portugal (Embaixada Pontifícia) é uma das mais antigas do Mundo. O Núncio Apostólico, representante diplomático do Papa, detém em Portugal o privilégio de ser, por inerência, o Decano do Corpo Diplomático. O Núncio Apostólico em Portugal é, desde 2019, o prelado italiano D. Ivo Scapolo.

## Cardeais
| Brasão | Prelado                         | Idade | Cardinalato | Título                                                    | Carreira |
| ------ | ------------------------------- | ----- | --- | --------------------------------------------------------- | --- |
|        | D. José Saraiva Martins, C.M.F. | 93    | 2001 João Paulo II Cardeal-Diácono de Nostra Signora del Sacro Cuore 2009 Bento XVI Cardeal-Bispo de Palestrina                 | Prefeito Emérito da Congregação para as Causas dos Santos | 1988–1998 Secretário da Congregação da Educação Católica 1998–2008 Prefeito da Congregação para as Causas dos Santos                                                                       |
|        | D. Manuel Monteiro de Castro    | 87    | 2012 Bento XVI Cardeal-Diácono de S. Domingos de Gusmão 2022 Francisco Cardeal-Presbítero de S. Domingos de Gusmão pro hac vice | Penitenciário-Mor Emérito da Santa Sé                     | 1985–2009 Núncio Apostólico 2009–2012 Secretário da Congregação dos Bispos e do Colégio dos Cardeais 2012–2013 Penitenciário-Mor da Santa Sé                                               |
|        | D. Manuel Clemente              | 77    | 2015 Francisco Cardeal-Presbítero de Santo António dos Portugueses                                                              | Cardeal-Patriarca Emérito de Lisboa                       | 1999–2007 Bispo Auxiliar de Lisboa 2007–2013 Bispo do Porto 2013–2023 Patriarca de Lisboa 2011–2013 Vice-Presidente da Conferência Episcopal 2013–2020 Presidente da Conferência Episcopal |
|        | D. António Marto                | 78    | 2018 Francisco Cardeal-Presbítero de S. Maria sopra Minerva                                                                     | Bispo Emérito de Leiria-Fátima                            | 2000–2004 Bispo Auxiliar de Braga 2004–2006 Bispo de Viseu 2006–2022 Bispo de Leiria-Fátima 2008–2011 e 2013–2020 Vice-Presidente da Conferência Episcopal                                 |
|        | D. Américo Aguiar               | 51    | 2023 Francisco Cardeal-Presbítero de Santo António de Pádua na Via Merulana                                                     | Bispo de Setúbal                                          | 2019–2023 Bispo Auxiliar de Lisboa 2023– Bispo de Setúbal |
|        | D. José Tolentino Mendonça      | 59    | 2019 Francisco Cardeal-Diácono dos Santos Domingos e Sisto                                                                      | Prefeito do Dicastério para a Cultura e a Educação        | 2018–2022 Arquivista e Bibliotecário da Santa Igreja Romana 2022– Prefeito do Dicastério para a Cultura e a Educação                                                                       |

## Patriarca
| Brasão | Prelado                | Idade | Título              | Carreira                                                     |
| ------ | ---------------------- | ----- | ------------------- | ------------------------------------------------------------ |
|        | D. Rui Valério, S.M.M. | 60    | Patriarca de Lisboa | 2018–2023 Bispo das Forças Armadas 2023– Patriarca de Lisboa |

## Arcebispos
| Brasão | Prelado                     | Idade | Título                                 | Carreira |
| ------ | --------------------------- | ----- | -------------------------------------- | --- |
|        | D. José Cordeiro            | 58    | Arcebispo Primaz de Braga              | 2011–2021 Bispo de Bragança-Miranda 2021– Arcebispo Primaz de Braga                                                            |
|        | D. Jorge Ortiga             | 81    | Arcebispo Primaz Emérito de Braga      | 1988–1999 Bispo Auxiliar de Braga 1999–2021 Arcebispo Primaz de Braga 2005–2011 Presidente da Conferência Episcopal Portuguesa |
|        | D. José Alves               | 84    | Arcebispo Emérito de Évora             | 1998–2004 Bispo Auxiliar de Lisboa 2004–2008 Bispo de Portalegre-Castelo Branco 2008–2018 Arcebispo de Évora                   |
|        | D. Francisco Senra Coelho   | 64    | Arcebispo de Évora                     | 2014–2018 Bispo Auxiliar de Braga 2018– Arcebispo de Évora                                                                     |
|        | D. Ivo Scapolo              | 72    | Núncio Apostólico em Portugal          | 2002–2008 Núncio na Bolívia 2008–2011 Núncio no Ruanda 2011–2019 Núncio no Chile 2019– Núncio em Portugal                      |
|        | D. José Avelino Bettencourt | 63    | Núncio Apostólico na Arménia e Geórgia | 2012–2018 Chefe de Protocolo da Santa Sé 2018– Núncio na Arménia e Geórgia                                                     |

## Bispos Diocesanos
| Brasão | Prelado                        | Idade | Título                                                                     | Carreira |
| ------ | ------------------------------ | ----- | -------------------------------------------------------------------------- | --- |
|        | D. Manuel Quintas              | 75    | Bispo do Algarve                                                           | 2000–2004 Bispo Auxiliar do Algarve 2004– Bispo do Algarve |
|        | D. Antonino Dias               | 76    | Bispo de Portalegre-Castelo Branco                                         | 2000–2008 Bispo Auxiliar de Braga 2008– Bispo de Portalegre-Castelo Branco                                                                                          |
|        | D. António Couto, S.M.P.       | 73    | Bispo de Lamego                                                            | 2002–2007 Superior-Geral da Sociedade Missionária Portuguesa 2007–2011 Bispo Auxiliar de Braga 2011– Bispo de Lamego                                                |
|        | D. João Lavrador               | 69    | Bispo de Viana do Castelo                                                  | 2008–2015 Bispo Auxiliar do Porto 2015–2016 Bispo Coadjutor de Angra 2016–2021 Bispo de Angra (Açores) 2021– Bispo de Viana do Castelo                              |
|        | D. Manuel Linda                | 69    | Bispo do Porto                                                             | 2009–2013 Bispo Auxiliar de Braga 2013–2018 Bispo das Forças Armadas 2018– Bispo do Porto                                                                           |
|        | D. Virgílio Antunes            | 63    | Bispo-Conde de Coimbra Vice-Presidente da Conferência Episcopal Portuguesa | 2008–2011 Reitor do Santuário de Fátima 2011– Bispo-Conde de Coimbra 2020– Vice-Presidente da Conferência Episcopal Portuguesa                                      |
|        | D. Nuno Brás                   | 62    | Bispo do Funchal (Madeira)                                                 | 2011–2019 Bispo Auxiliar de Lisboa 2019– Bispo do Funchal (Madeira)                                                                                                 |
|        | D. António Moiteiro Ramos      | 69    | Bispo de Aveiro                                                            | 2012–2014 Bispo Auxiliar de Braga 2014– Bispo de Aveiro |
|        | D. José Traquina               | 71    | Bispo de Santarém                                                          | 2014–2017 Bispo Auxiliar de Lisboa 2017– Bispo de Santarém |
|        | D. José Ornelas, S.C.I.        | 71    | Bispo de Leiria-Fátima Presidente da Conferência Episcopal Portuguesa      | 2003–2015 Superior-Geral da Congregação dos Dehonianos 2015–2022 Bispo de Setúbal 2020– Presidente da Conferência Episcopal Portuguesa 2022– Bispo de Leiria-Fátima |
|        | D. António Augusto Azevedo     | 63    | Bispo de Vila Real                                                         | 2016–2019 Bispo Auxiliar do Porto 2019– Bispo de Vila Real |
|        | D. António Luciano Costa       | 73    | Bispo de Viseu                                                             | 2018– Bispo de Viseu |
|        | D. Armando Esteves Domingues   | 68    | Bispo de Angra                                                             | 2018–2022 Bispo Auxiliar do Porto 2023– Bispo de Angra |
|        | D. Nuno Almeida                | 62    | Bispo de Bragança-Miranda                                                  | 2015–2023 Bispo Auxiliar de Braga 2023– Bispo de Bragança-Miranda                                                                                                   |
|        | D. Fernando Paiva              | 62    | Bispo de Beja                                                              | 2024 – Bispo de Beja |
|        | D. Sérgio Manuel Ribeiro Dinis | 55    | Bispo das Forças Armadas e de Segurança                                    | 2025– Bispo das Forças Armadas |
|        | D. José Miguel Barata Pereira  | 53    | Bispo da Guarda                                                            | 2025– Bispo da Guarda |

### Vacâncias
| Diocese                   | Data de Vacância       | Ordinário         | Motivo          |
| ------------------------- | ---------------------- | ----------------- | --------------- |
| Portalegre-Castelo Branco | 15 de Dezembro de 2023 | D. Antonino Dias  | limite de idade |
| Algarve                   | 27 de agosto de 2024   | D. Manuel Quintas | limite de idade |

## Bispos Titulares
| Brasão | Prelado               | Idade | Título                     | Carreira |
| ------ | --------------------- | ----- | -------------------------- | --- |
|        | D. Carlos Azevedo     | 71    | Bispo Titular de Belalos   | 2005–2011 Bispo Auxiliar de Lisboa 2011–2022 Delegado do Conselho Pontifício para a Cultura 2022– Delegado do Comité Pontifício para as Ciências Históricas |
|        | D. Vitorino Soares    | 64    | Bispo Titular de Gisipa    | 2019– Bispo Auxiliar do Porto |
|        | D. Delfim Gomes       | 63    | Bispo Titular de Dumium    | 2022– Bispo Auxiliar de Braga |
|        | D. Joaquim Dionísio   | 56    | Bispo Titular de Parthenia | 2023– Bispo Auxiliar do Porto |
|        | D. Roberto Mariz      | 51    | Bispo Titular de Vita      | 2023– Bispo Auxiliar do Porto |
|        | D. Nuno Isidro        | 60    | Bispo Titular de Sebarga   | 2024– Bispo Auxiliar de Lisboa |
|        | D. Alexandre Palma    | 46    | Bispo Titular de Tepelta   | 2024– Bispo Auxiliar de Lisboa |
|        | D. Rui Gouveia        | 50    | Bispo Titular de Aradi     | 2025– Bispo Auxiliar de Lisboa |
|        | D. Nélio Pereira Pita | 51    | Bispo Titular de Garba     | 2025– Bispo Auxiliar de Braga |

## Bispos Eméritos

### Diocesanos
| Brasão | Prelado                                | Idade | Título                                     | Carreira |
| ------ | -------------------------------------- | ----- | ------------------------------------------ | --- |
|        | D. Augusto César, C.M.                 | 93    | Bispo Emérito de Portalegre-Castelo Branco | 1972–1976 Bispo de Tete (Moçambique) 1976–2004 Bispo de Portalegre-Castelo Branco                                                                |
|        | D. Serafim Ferreira e Silva            | 95    | Bispo Emérito de Leiria-Fátima             | 1979–1981 Bispo Auxiliar de Braga 1981–1987 Bispo Auxiliar de Lisboa 1987–1993 Bispo Coadjutor de Leiria-Fátima 1993–2006 Bispo de Leiria-Fátima |
|        | D. Teodoro de Faria                    | 94    | Bispo Emérito do Funchal                   | 1982–2007 Bispo do Funchal (Madeira) |
|        | D. Manuel Pelino                       | 83    | Bispo Emérito de Santarém                  | 1987–1998 Bispo Auxiliar do Porto 1998–2017 Bispo de Santarém                                                                                    |
|        | D. Manuel Madureira Dias               | 89    | Bispo Emérito do Algarve                   | 1988–2004 Bispo do Algarve |
|        | D. Gilberto Reis                       | 85    | Bispo Emérito de Setúbal                   | 1988–1998 Bispo Auxiliar do Porto 1998–2015 Bispo de Setúbal                                                                                     |
|        | D. Januário Torgal Ferreira            | 87    | Bispo Emérito das Forças Armadas           | 1989–2001 Bispo Auxiliar das Forças Armadas 2001–2013 Bispo das Forças Armadas                                                                   |
|        | D. Jacinto Botelho                     | 89    | Bispo Emérito de Lamego                    | 1995–2000 Bispo Auxiliar de Braga 2000–2011 Bispo de Lamego                                                                                      |
|        | D. António Vitalino Dantas, O. Carm.   | 83    | Bispo Emérito de Beja                      | 1996–1999 Bispo Auxiliar de Lisboa 1999–2016 Bispo de Beja                                                                                       |
|        | D. António Carrilho                    | 83    | Bispo Emérito do Funchal                   | 1999–2007 Bispo Auxiliar do Porto 2007–2019 Bispo do Funchal (Madeira)                                                                           |
|        | D. Frei António Montes Moreira, O.F.M. | 90    | Bispo Emérito de Bragança-Miranda          | 2001–2011 Bispo de Bragança-Miranda 2005–2008 Vice-Presidente da Conferência Episcopal Portuguesa                                                |
|        | D. Amândio Tomás                       | 82    | Bispo Emérito de Vila Real                 | 2001–2008 Bispo Auxiliar de Évora 2008–2011 Bispo Coadjutor de Vila Real 2011–2019 Bispo de Vila Real                                            |
|        | D. João Marcos                         | 75    | Bispo Emérito de Beja                      | 2014–2016 Bispo Coadjutor de Beja 2016–2024 Bispo de Beja                                                                                        |
|        | D. Manuel Felício                      | 77    | Bispo Emérito da Guarda                    | 2002–2004 Bispo Auxiliar de Lisboa 2004–2005 Bispo Coadjutor da Guarda 2005–2024 Bispo da Guarda                                                 |

### Titulares
| Brasão | Prelado                            | Idade | Título                           | Carreira                           |
| ------ | ---------------------------------- | ----- | -------------------------------- | ---------------------------------- |
|        | D. João Miranda Teixeira           | 89    | Bispo Auxiliar Emérito do Porto  | 1983–2011 Bispo Auxiliar do Porto  |
|        | D. António Bessa Taipa             | 82    | Bispo Auxiliar Emérito do Porto  | 1999–2018 Bispo Auxiliar do Porto  |
|        | D. Pio Alves                       | 80    | Bispo Auxiliar Emérito do Porto  | 2011–2023 Bispo Auxiliar do Porto  |
|        | D. Joaquim da Silva Mendes, S.D.B. | 77    | Bispo Auxiliar Emérito de Lisboa | 2008–2024 Bispo Auxiliar de Lisboa |

## Bispos Portugueses de Dioceses Estrangeiras

### Residentes em Portugal
| Brasão | Prelado                                     | Idade | Título                                   | País                | Carreira                                                       |
| ------ | ------------------------------------------- | ----- | ---------------------------------------- | ------------------- | -------------------------------------------------------------- |
|        | D. José de Queirós Alves, C.SS.R.           | 84    | Arcebispo Emérito de Huambo              | Angola              | 1986–2004 Bispo de Menongue 2004–2018 Arcebispo de Huambo      |
|        | D. Carlos Ximenes Belo, S.D.B.              | 77    | Administrador Apostólico Emérito de Díli | Timor-Leste         | 1988–2002 Administrador Apostólico de Díli 1988– Bispo Titular |
|        | D. Joaquim Ferreira Lopes, O.F.M. Cap.      | 75    | Bispo Emérito de Viana                   | Angola              | 2001–2007 Bispo de Dundo 2007–2019 Bispo de Viana              |
|        | D. Manuel António Mendes dos Santos, C.M.F. | 65    | Bispo Emérito de São Tomé e Príncipe     | São Tomé e Príncipe | 2006–2022 Bispo de São Tomé e Príncipe                         |

### Residentes no Estrangeiro
| Brasão | Prelado                                 | Idade | Título                    | País       | Carreira                    |
| ------ | --------------------------------------- | ----- | ------------------------- | ---------- | --------------------------- |
|        | D. Diamantino Prata de Carvalho, OFM    | 84    | Bispo Emérito de Campanha | Brasil     | 1998–2015 Bispo de Campanha |
|        | D. José Caires de Nóbrega, S.C.I.       | 74    | Bispo de Mananjary        | Madagáscar | 2000– Bispo de Mananjary    |
|        | D. Diamantino Antunes, I.M.C.           | 58    | Bispo de Tete             | Moçambique | 2019– Bispo de Tete         |
|        | D. Valentim Fagundes de Meneses, M.S.C. | 72    | Bispo de Balsas           | Brasil     | 2020– Bispo de Balsas       |